# 價格猜猜猜
价格猜猜猜（The Price Is Right）是一档美国电视遊戲節目，於1972年由CBS開播。 它是美国播出时间最长的游戏节目 。觀眾只要猜中獎品的價格就可以將獎品帶回家。截至2009年11月，该节目已送出價值约2.5亿美元的现金和奖品。